# 山形市立東沢小学校
山形市立東沢小学校（やまがたしりつ ひがしざわしょうがっこう）は、山形県山形市にある公立小学校。

## 概要
山形市東部にあり、学区は宮城県と接している。学校は国道286号笹谷街道沿いにある。

## 沿革
- 1902年（明治35年）5月1日 - 東沢尋常小学校創立
- 1912年（明治45年）
  - 4月 - 東沢尋常高等小学校に改称
  - 6月 - 東沢実業補習学校併設
- 1941年（昭和16年）4月1日 - 南村山郡東沢国民学校と改称
- 1947年（昭和22年）4月1日 - 東沢村立東沢小学校と改称
- 1954年（昭和29年）10月1日 - 山形市立東沢小学校と改称
- 1963年（昭和38年）3月31日 - 下宝沢・新山両分校を廃止・統合
- 1964年（昭和39年）4月1日 - 校舎を妙見寺から坊原地区へ移築
- 1994年（平成6年）7月18日 - 新校舎完成[1]

## 学区
- 釈迦堂、関沢、滑川、新山、東山形一丁目、東山形二丁目、上宝沢、下宝沢、防原町、松波四丁目、松波五丁目、妙見寺[2]

## 卒業後
- 第一中学校へ進学する